# Fome (2008)
Hunger (prt/bra: Fome) é um filme britano-irlandês de 2008 que nos leva até 1981, ano em que um grupo de Irlandeses do IRA iniciaram uma greve de fome. Escrito por Enda Walsh e Steve McQueen, também realizador do filme.
Steve McQueen recria a história, questionando as noções de mártir e herói. Hunger é o primeiro filme do artista plástico britânico que ganhou o Turner em 1999 e que conquistou em Cannes, onde o filme foi apresentado na secção Un Certain Regard, a Caméra d'Or, troféu que distingue a melhor primeira obra apresentada no festival.

## Enredo
Hunger leva-nos até 1981 e mostra-nos a vida na prisão de Maze, Belfast, Irlanda do Norte, que conduziu a uma greve de fome levada a cabo pelos prisioneiros políticos do IRA, iniciada por Bobby Sands (Michael Fassbender), e seguida por muitos outros.

## Elenco
- Michael Fassbender como Bobby Sands
- Liam Cunningham como Father Dominic Moran
- Liam McMahon como Gerry Campbell
- Stuart Graham como Raymond Lohan
- Brian Milligan como Davey Gillen
- Laine Megaw como Mrs. Lohan
- Karen Hassan como Gerry's Girlfriend
- Frank McCusker como The Governor
- Lalor Roddy como William
- Helen Madden como Mrs. Sands
- Des McAleer como Mr. Sands
- Geoff Gatt como Bearded Man
- Rory Mullen como Priest
- Ben Peel como Riot Prison Officer Stephen Graves
- Helena Bereen como Raymond's Mother
- Paddy Jenkins como Hitman
- Billy Clarke como Chief Medical Officer
- Ciaran Flynn como Twelve-Year-Old Bobby
- B.J. Hogg como Loyalist Orderly
- Aaron Goldring como Young Bobby's Friend